# Phoxichilidium horribilis
Phoxichilidium horribilis is een zeespin uit de familie Phoxichilidiidae. De soort behoort tot het geslacht Phoxichilidium. Phoxichilidium horribilis werd in 1949 voor het eerst wetenschappelijk beschreven door Hedgpeth. 